# Dan I. Vlaški
Dan I. (romunsko Dan I) je bil sin Raduja I., polbrat kneza Mircee I. in od leta 1383 do 1386 knez Vlaške, * 1354, † 23. september 1386.
Okoliščine njegove smrti so nejasne. Grški zgodovinar  Laonic Chalcocondil trdi, da ga je v sodelovanju s skupino bojarjev umoril mlajši polbrat Mircea I., Anonimna bolgarska kronika pa trdi, da je bil umorjen na pohodu proti bolgarskemu carju Ivanu Šišmanu leta 1384-1386.
Danovi potomci iz  dinastije Danešti, ene od dveh vej potomcev Basaraba I., so si v  naslednjih stoletjih večkrat lastili pravico do vlaškega knežjega položaja. Njihovi stalni rivali so bili člani dinastije  Drakulič.